# Entyloma dahliae
Entyloma dahliae är en svampart som beskrevs av Syd. & P. Syd. 1912. Entyloma dahliae ingår i släktet Entyloma och familjen Entylomataceae.   Inga underarter finns listade i Catalogue of Life.